# Мікі Роке
Мікі Роке (ісп. Miki Roqué; 8 липня 1988, Тремп — 24 червня 2012, Барселона) — іспанський футболіст, захисник.
Помер на 24-му році життя внаслідок онкологічного захворювання — раку кісток (тазостегнового суглоба).

## Клубна кар'єра
Народився 8 липня 1988 року в місті Тремп. Вихованець футбольної школи клубу «Льєйда».
У дорослому футболі дебютував 2005 року виступами за команду клубу «Ліверпуль», проте в чемпіонаті не зіграв жодного матчу, але зіграв 1 гру у Лізі чемпіонів.
Згодом з 2007 по 2011 рік грав у складі команд клубів «Олдем Атлетик», «Херес», «Картаджена Фк» та «Реал Бетіс Б».
В останні роки життя перебував на контракті з клубом «Реал Бетіс», за команду якого виступав з 2010 року.
Помер 24 червня 2012 року на 24-му році життя.

## Виступи за збірну
У 2006 році дебютував у складі юнацької збірної Іспанії, взяв участь у 3 іграх на юнацькому рівні, відзначившись 1 забитим м'ячем.

## Статистика виступів

### Статистика клубних виступів
| Сезон             | Команда           | Чемпіонат         | Чемпіонат | Чемпіонат | Національний кубок | Національний кубок | Національний кубок | Континентальні кубки | Континентальні кубки | Континентальні кубки | Інші змагання | Інші змагання | Інші змагання | Усього | Усього |
| Сезон             | Команда           | Ліга              | Ігор      | Голів     | Ліга               | Ігор               | Голів              | Ліга                 | Ігор                 | Голів                | Ліга          | Ігор          | Голів         | Ігор   | Голів  |
| ----------------- | ----------------- | ----------------- | --------- | --------- | ------------------ | ------------------ | ------------------ | -------------------- | -------------------- | -------------------- | ------------- | ------------- | ------------- | ------ | ------ |
| 2005–06           | «Ліверпуль»       | ПЛ                | 0         | 0         | FaCup              | 0                  | 0                  | ЛЧ                   | 1                    | 0                    | -             | -             | -             | 1      | 0      |
| 2007              | «Олдем Атлетик»   | ПФЛ               | 4         | 0         | FaCup              | 0                  | 0                  | -                    | -                    | -                    | -             | -             | -             | 4      | 0      |
| 2007–08           | «Херес»           | СД                | 1         | 0         | КІ                 | 0                  | 0                  | -                    | -                    | -                    | -             | -             | -             | 1      | 0      |
| 2008–09           | «Картахена»       | ТД                | 30        | 3         | КІ                 | 0                  | 0                  | -                    | -                    | -                    | -             | -             | -             | 30     | 3      |
| 2009–2010         | «Реал Бетіс Б»    | СД B              | 25        | 1         | КІ                 | 0                  | 0                  | -                    | -                    | -                    | -             | -             | -             | 25     | 1      |
| 2010–2011         | «Реал Бетіс»      | СД                | 13        | 2         | КІ                 | 2                  | 0                  | -                    | -                    | -                    | -             | -             | -             | 15     | 2      |
| 2011–12           | «Реал Бетіс Б»    | СД                | 6         | 0         | КІ                 | 0                  | 0                  | -                    | -                    | -                    | -             | -             | -             | 6      | 0      |
| Усього за кар'єру | Усього за кар'єру | Усього за кар'єру | 79        | 6         |                    | 2                  | 0                  |                      | 1                    | 0                    |               | -             | -             | 82     | 6      |